# Abraham Waligo
Abraham Nkalubo Waligo (* 28. Juli 1928; † 6. März 2000) war ein ugandischer Politiker.
Waligo studierte Elektroingenieurwesen in Südafrika und Großbritannien und war nach dem Abschluss 1955 der erste Elektroingenieur in Ost- und Zentralafrika. Nach einer zweijährigen beruflichen Weiterbildung in verschiedenen Elektrizitätsunternehmen in Großbritannien kehrte er 1957 in sein Heimatland zurück und stieg zum Chefingenieur der Elektrizitätsbehörde (UEB) auf. 1969 gründete Waligo ein Ingenieurbüro. Darüber hinaus engagierte er sich in der Ingenieurvereinigung sowie im Bereich der Hochschulausbildung für Ingenieure. Später arbeitete er auch als Generaldirektor der Uganda Airlines.
Während seiner späteren politischen Laufbahn war Waligo Minister für Wohnungsbau und Stadtentwicklung sowie Finanzminister.
Waligo war vom 25. August 1985 bis zum 26. Januar 1986 als Nachfolger des nur 24 Tage als Premierminister amtierenden früheren Präsidenten Paulo Muwanga Premierminister. Im Januar 1986 folgte ihm Samson Kisekka. Während seiner Zeit als Premierminister übte er auch weiterhin das Amt des Finanzministers aus.